# Jaromír Haisl
Jaromír Haisl (ur. 28 sierpnia 1944 w Seču) – czeski lekkoatleta reprezentujący Czechosłowację, sprinter.
Specjalizował się w biegu na 400 metrów. Na mistrzostwach Europy w 1966 w Budapeszcie czechosłowacka sztafeta 4 × 400 metrów w składzie: Josef Hegyes, Haisl, Pavel Pěnkava i Josef Trousil zajęła w finale 7. miejsce.
Haisl zdobył brązowy medal w sztafecie 4 × 2 okrążenia (w składzie: Haisl, Hegyes, František Ortman i Trousil) na europejskich igrzyskach halowych w 1967 w Pradze.
Był mistrzem Czechosłowacji w sztafecie 4 × 400 metrów w 1966 i 1967, wicemistrzem w biegu na 400 metrów w 1965 i 1966 oraz brązowym medalistą w sztafecie 4 × 400 metrów w 1965.